# Onthophagus sansibaricus
Onthophagus sansibaricus là một loài bọ cánh cứng trong họ Bọ hung (Scarabaeidae).